# 2015
2015 (MMXV) е обикновена година, започваща в четвъртък според григорианския календар. Тя е 2015-ата година от новата ера, петнадесетата от третото хилядолетие и шестата от 2010-те.
ООН обявява 2015 за Международна година на светлината и Международна година на почвите.
Съответства на:
- 1464 година по Арменския календар
- 7523 година по Прабългарския календар
- 6766 година по Асирийския календар
- 2966 година по Берберския календар
- 1377 година по Бирманския календар
- 2559 година по Будисткия календар
- 5775 – 5776 година по Еврейския календар
- 2007 – 2008 година по Етиопския календар
- 1393 – 1394 година по Иранския календар
- 1436 – 1437 година по Ислямския календар
- 4711 – 4712 година по Китайския календар
- 1731 – 1732 година по Коптския календар
- 4348 година по Корейския календар
- 2768 години от основаването на Рим
- 2558 година по Тайландския слънчев календар
- 104 година по Чучхе календара

## Събития

### Януари
- 1 януари – Литва приема еврото и става 19-ата страна част от Еврозоната.[2]
- 7 януари – Нападение срещу „Шарли Ебдо“.
- 11 януари – 72-ра церемония на наградите Златен глобус.

### Февруари
- 4 февруари – Самолетът при полет 235 на „ТрансЕйжа Еъруейс“ се разбива в река Кийлунг на около 5 км от летището в Тайпе и убива 43 души на борда.
- 8 февруари – 68-а церемония на наградите на БАФТА.
- 22 февруари – 87-а церемония на наградите Оскар.

### Март
- В Стралджа на името на народната певица Вълкана Стоянова е създадена фондация.
- 20 март – пълно слънчево затъмнение (видимо над северната част на Атлантическия океан).
- 24 март – Самолетът при полет 9525 на „Джърмануингс“ катастрофира във френските Алпи. Загиват всички 150 души.

### Юли
- 1 юли – Земята, Венера и Юпитер се подреждат в една линия.
- 14 юли – Космическият апарат Нови хоризонти преминава в близост до Плутон.

### Август
- 16 август – Самолетът при полет 267 на „Тригана Еър“ се разбива при заход в планински регион в Индонезия и убива всички 54 души на борда.

### Октомври
- 31 октомври – Самолетът при полет 9268 на „Метроджет“ е взривен над северния Синайски полуостров, умират всички 224 души на борда.

### Ноември
- 13 ноември Атентатите в Париж;
- пуснат е в действие вторият български суперкомпютър Авитохол;
- Лили Иванова издава първата си антология „Невероятно“.

### Декември
- Мустафа Чаушев прекратява певческата си кариера със серия юбилейни концерти под надслов „50 години с песните на Мустафа Чаушев“, последният от които е в Пловдив през декември 2015 г.

### Неизвестни дати
- Космическата сонда Вояджър 1 ще достигне хелиопауза.
- Ще бъде изстрелян космическият апарат Слънчева сонда на НАСА.
- Космическият апарат на ЕКА Солър орбитър (СОЛО) ще обикаля в орбита около Слънцето и ще извършва наблюдения върху полярните региони на Слънцето.
- Сондата Нови хоризонти ще напусне Слънчевата система.

## Родени
- 2 май – Принцеса Шарлот на Кембридж

## Починали

### Януари
- 1 януари
  - Омар Карами, ливански политик (* 1934 г.)
  - Борис Моруков, руски лекар, учен и космонавт (* 1950 г.)
  - Нинон Севиля, кубинска актриса и танцьорка (* 1929 г.)
- 3 януари – Иван Кремов, български народен певец (* 1931 г.)
- 5 януари – Жан-Пиер Белтоаз, френски мотоциклетен и автомобилен състезател (* 1937 г.)
- 6 януари – Стефан Десподов, български художник (* 1950 г.)
- 7 януари – Кабю, френски карикатурист (* 1938 г.)
- 10 януари – Франческо Рози, италиански режисьор и сценарист (* 1922 г.)
- 11 януари
  - Анита Екберг, шведска актриса (* 1931 г.)
  - Красимир Дамянов, български писател (* 1948 г.)
- 13 януари – Константин Джидров, български художник и режисьор (* 1930 г.)
- 17 януари – Хенри Ман, американски юрист (* 1928 г.)
- 18 януари – Здравко Велев, български дипломат (* 1940 г.)
- 19 януари
  - Росица Баталова, българска диригентка (* 1930 г.)
  - Роберт Манзон, пилот от Формула 1 (* 1917 г.)
  - Фредерик Мъглър, американски лекар и писател (* 1923 г.)
- 20 януари – Валентин Гацински, български дипломат (* 1950 г.)
- 23 януари
  - Абдула бин Абдул Азис, крал на Саудитска Арабия (* 1924 г.)
  - Стефан Стеман, белгийски актьор (* 1933 г.)
  - Здравко Кисьов, български поет и преводач (* 1937 г.)
- 24 януари
  - Ото Кариус, германски офицер (* 1922 г.)
  - Пеньо Пенев, български офицер (* 1926 г.)
- 25 януари – Демис Русос, гръцки певец (* 1946 г.)
- 26 януари – Росица Янакиева, български политик (* 1954 г.)
- 27 януари – Чарлз Хард Таунс, американски физик, носител на Нобелова награда (* 1915 г.)
- 29 януари – Колийн Маккълоу, австралийска писателка (* 1937 г.)
- 30 януари
  - Карл Джераси, американски химик и драматург (* 1923 г.)
  - Желю Желев, бълагрски политик и първия президент на България (* 1935 г.)
- 31 януари
  - Рихард фон Вайцзекер, германски политик, президент на Германия (* 1920 г.)
  - Карл Джераси, американски химик (* 1923 г.)

### Февруари
- 1 февруари – Васил Зикулов, български офицер и партизанин (* 1923 г.)
- 5 февруари
  - Рик Копенс, белгийски футболист (* 1930 г.)
  - Вал Логсдън Фич, американски физик (* 1923 г.)
- 7 февруари – Маршал Розенберг, американски психолог (* 1934 г.)
- 8 февруари – Ташко Белчев, македонски писател и славист (* 1926 г.)
- 9 февруари – Иван Карачоров, бивш български попфолк певец
- 11 февруари – Петър Куцаров, български художник и скулптор (* 1921 г.)
- 12 февруари – Петър Софрониев, български журналист и писател (* 1950 г.)
- 17 февруари – Рангел Игнатов, български писател, драматург и сценарист (* 1927 г.)
- 19 февруари
  - Иван Давидов, български футболист (* 1943 г.)
  - Ютака Катаяма, японски автомобилен дизайнер (* 1909 г.)
- 24 февруари – Бъртрис Смол, американска писателка (* 1937 г.)
- 26 февруари – Борис Борисов, български автомобилен състезател (* 1975 г.)
- 27 февруари – Васил Атанасов, български геолог и дарител (* 1933 г.)
  - Борис Немцов, руски бизнесмен и политик (* 1959 г.)
  - Ленърд Нимой, американски актьор (* 1931 г.)
- 28 февруари
  - Миоко Мацутани, японска писателка (* 1926 г.)
  - Томас Станли, американски писател (* 1944 г.)

### Март
- 1 март – Волфрам Вутке, германски футболист (* 1961 г.)
- 2 март – Дейв Маккай, шотландски футболист (* 1934 г.)
- 3 април – Трауте Форести, австрийска актриса и поетеса (* 1915 г.)
- 5 март – Зоран Тодоровски, македонски историк (* 1950 г.)
- 9 март – Мико Вълчев, български националсоциалист и писател (* 1947 г.)
- 12 март – Тери Пратчет, британски писател (* 1948 г.)
- 15 март – Терсио Мариано де Резенде, бразилски футболист (* 1921 г.)
- 21 март – Милен Добрев, български щангист (* 1980 г.)
- 22 март – Петър Хаджибошков, македонски скулптор и художник (* 1928 г.)
- 26 март – Тумас Транстрьомер, шведски поет и психолог (* 1931 г.)
- 27 март – Олга Сияпутра, индонезийски актьор (* 1983 г.)
- 31 март
  - Лина Бояджиева, българска куклена актриса (* 1928 г.)
  - Лада Галина, българска писателка (* 1934 г.)

### Април
- 2 април – Мануел де Оливейра, португалски режисьор (* 1908 г.)
- 6 април – Прокопий Георгандопулос, гръцки духовник (* 1932 г.)
- 7 април – Кардам Сакскобургготски, български княз, първороден син на Симеон Сакскобургготски (* 1962 г.)
- 13 април – Гюнтер Грас, германски писател (* 1927 г.)
- 14 април – Пърси Следж, американски певец (* 1941 г.)
- 21 април – М. Х. Ейбрамс, американски литературен теоретик и историк (* 1912 г.)
- 30 април – Бен Кинг, американски певец (* 1938 г.)

### Май
- 1 май – Георги Петканов, български юрист и политик (* 1947 г.)
- 2 май
  - Мая Плисецкая, съветска балерина (* 1925 г.)
  - Рут Рендъл, британска писателка (* 1930 г.)
- 8 май – Атанас Семерджиев, български офицер и политик (* 1924 г.)
- 9 май
  - Кенан Еврен, турски офицер и политик (* 1917 г.)
  - Одо Марквард, германски философ (* 1928 г.)
- 14 май – Би Би Кинг, американски блус китарист (* 1925 г.)
- 15 май
  - Ренцо Дзордзи, италиански пилот от Формула 1 (* 1946 г.)
  - Джон Стивънсън, американски актьор (* 1923 г.)
  - Николай Христозов, български писател (* 1931 г.)
- 23 май – Джон Наш, американски математик (* 1928 г.)
- 27 май – Нилс Кристи, норвежки социолог и криминолог (* 1928 г.)
- 28 май – Ханс Бендер, немски писател (* 1919 г.)

### Юни
- 2 юни
  - Цоньо Василев, български футболист (* 1952 г.)
  - Ъруин Роуз, американски биохимик (* 1926 г.)
- 5 юни – Тарик Азиз, иракски политик (* 1936 г.)
- 6 юни – Пиер Брис, френски актьор (* 1929 г.)
- 7 юни – Кристофър Лий, британски актьор и певец (* 1922 г.)
- 8 юни
  - Джуна, руска астроложка (* 1949 г.)
  - Христо Траянов, български писател (* 1926 г.)
- 10 юни – Волфганг Йешке, немски писател (* 1936 г.)
- 11 юни – Орнет Колман, американски саксофонист (* 1930 г.)
- 12 юни – Слободан Сотиров, български художник (* 1926 г.)
- 14 юни
  - Борис Гуджунов, български певец (* 1941 г.)
  - Зито, бразилски футболист (* 1932 г.)
- 15 юни – Тодор Чаловски, македонски есеист и литературен критик (* 1945 г.)
- 17 юни – Сюлейман Демирел, турски политик (* 1924 г.)
- 22 юни – Джеймс Хорнър, американски композитор (* 1953 г.)
  - Габриеле Воман, немска писателка (* 1932 г.)
- 26 юни – Евгений Примаков, руски политик (* 1929 г.)
- 28 юни – Тодор Славов, български автомобилен състезател (* 1984 г.)
- 29 юни – Йозеф Масопуст, чешки футболист (* 1931 г.)

### Юли
- 3 юли – Аманда Питърсън, американска актриса (* 1971 г.)
- 4 юли – Неделчо Беронов, български юрист и политик (* 1928 г.)
- 5 юли
  - Пиер Маранда, канадски антрополог (* 1930 г.)
  - Йоичиро Намбу, американски физик (* 1921 г.)
- 10 юли – Омар Шариф, египетски актьор (* 1932 г.)
- 14 юли – Вене Богославов, югославски математик (* 1932 г.)
- 17 юли – Жул Бианки, автомобилен състезател (* 1989 г.)
- 19 юли – Огнян Радев, български учител (* 1955 г.)
- 21 юли – Едгар Лорънс Доктороу, американски писател (* 1931 г.)
- 24 юли – Григор Кумитски, български телевизионен и кинооператор (* 1978 г.)
- 27 юли – Абдул Калам, индийски политик (* 1931 г.)
- 30 юли
  - Джон Битов Старши, македонско-канадски предприемач (* 1928 г.)
  - Георги Бадев, български цигулар (* 1939 г.)
- 31 юли
  - Евстати Бурнаски, български поет (* 1922 г.)
  - Красимир Крумов, български сценарист и режисьор (* 1955 г.)

### Август
- 3 август – Робърт Конкуест, британско-американски историк и поет (* 1917 г.)
- 4 август – Зигфрид Шнабл, германски сексолог (* 1927 г.)
- 5 август
  - Мария Русалиева, българска актриса (* 1928 г.)
  - Васил Попов, български актьор (* 1934 г.)
  - Светлана Бойм, американска културна историчка (* 1966 г.)
- 7 август – Иван Колев, български скулптор (* 1928 г.)
- 17 август
  - Анастас Наумов, български диригент, композитор и фолклорист (* 1928 г.)
  - Арсен Дедич, хърватски композитор, певец, музикант и поет (* 1938 г.)
- 22 август – Харди, български илюзионист (* 1940 г.)
- 23 август – Ги Лижие, френски ръгбист и пилот от Формула 1 (* 1930 г.)
- 30 август
  - Уес Крейвън, американски актьор и режисьор (* 1939 г.)
  - Оливър Сакс, английски невролог (* 1933 г.)

### Септември
- 6 септември – Румен Скорчев, български художник (* 1932 г.)
- 9 септември – Анемари Бострьом, германска поетеса (* 1922 г.)
- 10 септември – Ихаб Хасан, американски литературен теоретик (* 1925 г.)
- 13 септември
  - Моузис Малоун, американски баскетболист (* 1955 г.)
  - Ибро Лолов, български акордеонист (* 1932 г.)
  - Карл Шорске, американски историк (* 1915 г.)
- 14 септември – Корнелиу Вадим Тудор, румънски политик (* 1949 г.)
- 19 септември – Джаки Колинс, британска писателка (* 1937 г.)
- 20 септември – Зигфрид Готвалд, германски математик (* 1943 г.)
- 27 септември – Петър Данаилов, български политик (* 1926 г.)

### Октомври
- 1 октомври – Адриан Лазаровски, български писател, преводач и журналист (* 1976 г.)
- 6 октомври – Арпад Гьонц, унгарски политик (* 1922 г.)
- 11 октомври – Смоукин Джоу Кюбек, американски блус музикант (* 1956 г.)
- 23 октомври – Петър Петров, български географ (* 1933 г.)
- 24 октомври – Морийн О'Хара, американска актриса (* 1920 г.)
- 25 октомври – Юрий Мамлеев, руски писател (* 1931 г.)
- 28 октомври – Христина Матеева, български учен, стоматолог (* 1935 г.)

### Ноември
- 3 ноември – Пламен Цветков, български историк (* 1951 г.)
- 4 ноември – Рене Жирар, френски културолог (* 1923 г.)
- 6 ноември – Люба Алексиева, българска актриса (* 1926 г.)
- 10 ноември – Хелмут Шмит, германски политик (* 1918 г.)
- 12 ноември – Мартон Фюльоп, унгарски футболист (* 1983 г.)
- 18 ноември – Харолд Сийрълс, американски психоаналитик (* 1918 г.)
- 23 ноември – Дъглас Норт, американски икономист (* 1920 г.)
- 26 ноември – Амир Аксел, американски математик (* 1950 г.)

### Декември
- 3 декември – Атанас Свиленов, български кинокритик и изкуствовед (* 1937 г.)
- 5 декември – Димитър Попов, български юрист, политик, министър-председател (* 1927 г.)
- 6 декември – Тотю Тотев, български археолог и медиавист (* 1930 г.)
- 13 декември – Бенедикт Андерсън, американски политолог (* 1936 г.)
- 18 декември – Слободан Чашуле, македонски политик (* 1945 г.)
- 27 декември – Хаскел Уекслър, американски кинематограф и режисьор (* 1922 г.)
- 31 декември – Натали Кол, американска певица и актриса (* 1950 г.)

## Нобелови лауреати
- Икономика – Ангъс Дийтън
- Литература – Светлана Алексиевич
- Медицина – Уилям Кемпбъл, Сатоши Омура и Ту Йоуйоу
- Мир – Тунизийски квартет за национален диалог
- Физика – Такааки Каджита и Артър Макдоналд
- Химия – Томас Линдал, Пол Модрич и Азиз Санджар